# Endroedymolpus
Endroedymolpus is een geslacht van kevers uit de familie bladkevers (Chrysomelidae).
De wetenschappelijke naam van het geslacht werd in 2001 gepubliceerd door Zoia.

## Soorten
- Endroedymolpus smaragdinus Zoia, 2001
- Endroedymolpus taurinus Zoia, 2001